# Ricard Arenys i Galdon
Ricard Arenys i Galdon (Barcelona, 1914 - 1977) va ser un pintor català.

## Biografia
Després de participar en l'exposició de Primavera de 1934 i a la Nacional Barcelonesa de 1944, a partir de 1949 se centra en els cavalls com a motiu.
El 1945 rep la 3a medalla de l'Exposició Nacional de Madrid, i deu anys després, la 2a de l'Exposició Nacional de Belles Arts, també a la capital madrilenya.
Va exposar en diverses ciutats europees, com ara París, Lisboa, Bilbao, Londres, etc.

## Obres destacades
- Cavalls en el prat
- A les carreres